# Teresa Ramón
Teresa Ramón Jarné (Lupiñén, Huesca, 1945) es una pintora y artista española.

## Trayectoria artística
Estudió en el Instituto Ramón y Cajal  y en la Escuela Universitaria del Profesorado de EGB en Huesca. Comenzó a vender sus obras en la Galería S´Art en Huesca. Fue becada por la Diputación de Huesca en 1978 e invitada por el Instituto Italiano de Cultura, permaneciendo en la Escuela de Bellas Artes Pietro Vannucci de Perugia.
Sus primeros cuadros tenían un matiz surrealista que derivó hacia un realismo de connotaciones mágicas. Paisajes y figuras femeninas que desembocaron en un concepto figurativo. A partir de 1993 su obra se pobló de elementos simbólicos ancestrales, formas antropocéntricas y símbolos. Su viaje a la República Dominicana le provocó un enriquecimiento de color. Allí fue docente invitada por la Universidad Altos de Chavón (asociada a la Escuela de Diseño Parsons de Nueva York).
Se tituló como experta Universitaria en Arte y como Formadora de Formadores de Didáctica de la Expresión Artística por la Universidad Complutense de Madrid. Fue artista invitada por el Gobierno de Marruecos al XXV Foro Internacional de Arte y Cultura en la ciudad de Arcila.
En 2002 realizó el mural Catarsis de 90 metros de extensión, en la entrada del túnel internacional de Somport y en 2008 La Ciudad dorada, un mural de 500 metros cuadrados. Creó también esculturas monumentales.
Recibió el Premio Aragón-Goya en 2015. El jurado le otorgó el premio por “la proyección de su obra extensa y gran variedad formal, en la que destaca por su creación de arquetipos y emblemas vigorosos y una conciencia social hacia la condición humana desde una perspectiva femenina".
Ha realizado numerosas exposiciones individuales y participado en exposiciones colectivas desde 1976 en que participó en II Bienal Nacional ciudad de Huesca.
En 2018 realizó una instalación en el Museo de Huesca  en la que expresó su personal percepción de la  pintura: Le Jeu de Vivre, consistente en cuatro lienzos creados específicamente para el museo.
Su pintura ha destacado por la investigación sobre materiales y técnicas y una narrativa llena de simbolismo, cercana al universo mitológico y cosmogónico.
En 2018 Alejandro Cortés rodó el largometraje Carrasca sobre su vida y su obra que incide en su personalidad y su larga experiencia artística internacional. Dicha película fue proyectada fuera de concurso en la 63.ª edición de la Seminci de Valladolid.

## Reconocimientos
- Medalla de Plata de la V Bienal Internacional Ciudad de Huesca.[4]
- Primer Premio X Concurso de Pintura Francisco  Pradilla (Villanueva de Gállego, Zaragoza)[4]
- Lazo de Dama de Isabel la Católica 1997.[4]
- Académica Correspondiente de la Real Academia de Nobles y Bellas Artes de San Luis, de Zaragoza.[3]
- Premio Aragón-Goya de las Artes en 2015.[13]
- Por toda su trayectoria artística es galardonada con el Premio Aragón Goya de las Artes 2015.[6]